# Карлсон, Джон (биолог)
Джон Карлсон (John R. Carlson; род. 16 октября 1955) — американский биолог, специалист по обонянию и вкусу у насекомых. Профессор Йельского университета, член Национальной АН США (2012).
Окончил Гарвардский университет (бакалавр биохимии, 1977). В 1982 году получил степень доктора философии по биохимии в Стэнфордском университете. В последнем же являлся постдоком. С 1986 года в штате Йельского университета, ныне его именной профессор (Higgins Professor of Molecular, Cellular, and Developmental Biology). Редактор PNAS.
Член Американской академии искусств и наук (2012), фелло Американской ассоциации содействия развитию науки (2006).

## Награды и отличия
- Dylan Hixon Prize for Teaching Excellence in Natural Sciences, Йельский колледж (1998)
- McKnight Investigator Award, McKnight Foundation[англ.] (2000)
- Silverstein-Simeone Award, International Society of Chemical Ecology (2004)
- R.H. Wright Award for Olfactory Research (2005)
- Senior Scholar Award, Ellison Medical Foundation[англ.] (2005)
- Award for Insect Physiology, Энтомологическое общество Америки (2011)
- Genetics Society of America Medal[англ.] (2011)
- Стипендия Гуггенхайма (2012)
- Max Mozell Award for Outstanding Achievement in the Chemical Senses, Association for Chemoreception Sciences[англ.] (2018)
- Arthur Kornberg and Paul Berg Lifetime Achievement Award in Biomedical Sciences, Stanford Medicine Alumni Association (2018)[4]